# Singoli più venduti in Australia

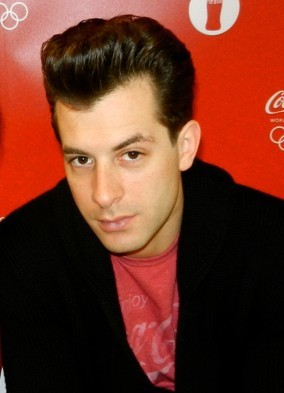
Uptown Funk di Mark Ronson è il singolo più venduto in Australia

La seguente lista mostra i singoli musicali più venduti in Australia. Le cifre di vendita sono fornite dalla Australian Recording Industry Association.

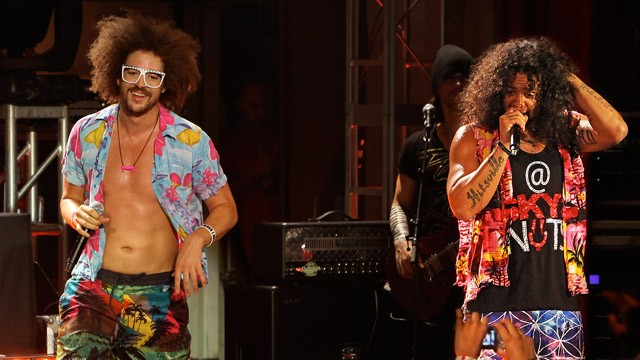
Party Rock Anthem dei LMFAO è il secondo singolo più venduto in Australia

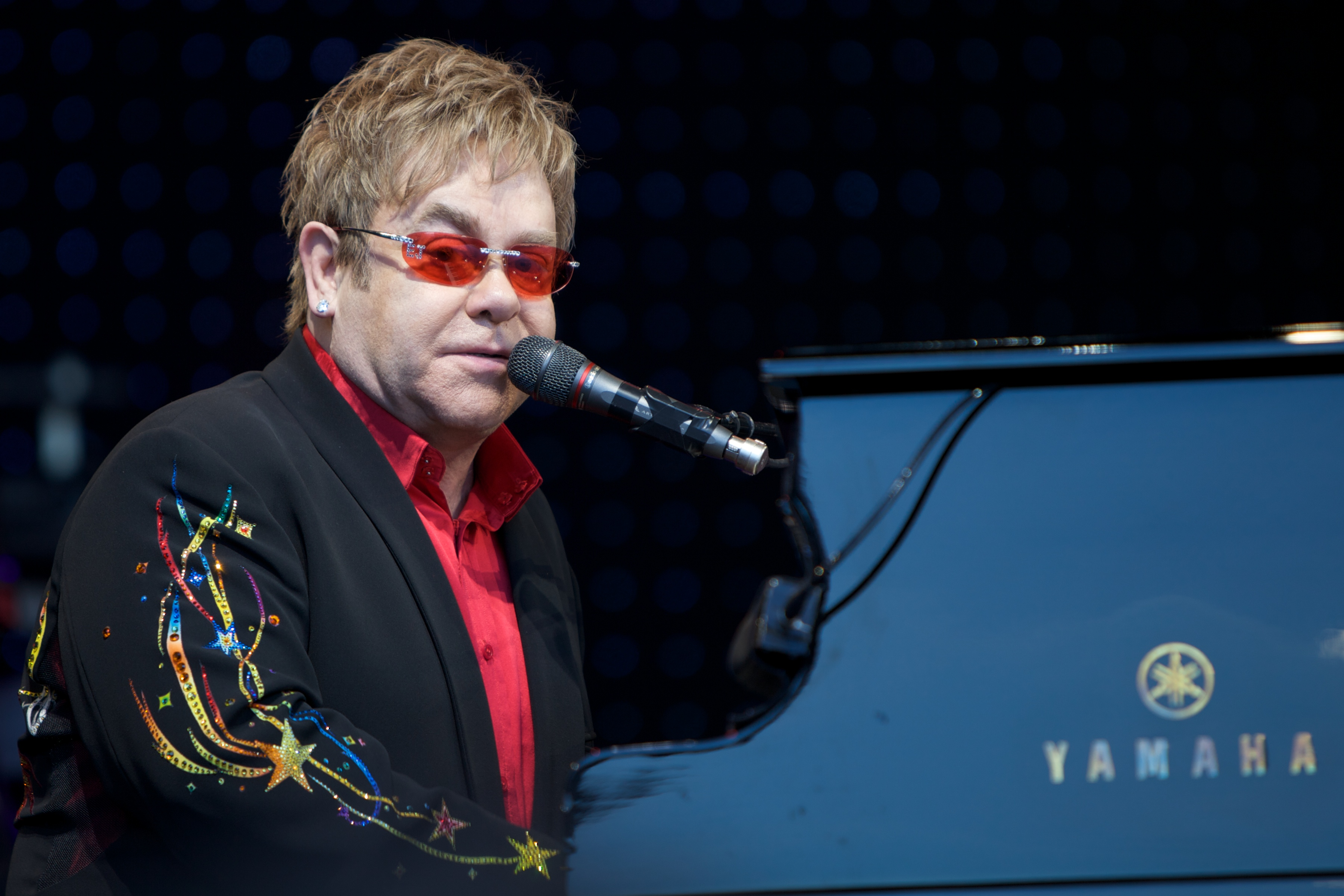
Candle in the Wind 1997 di Elton John è il terzo singolo più venduto di sempre in Australia

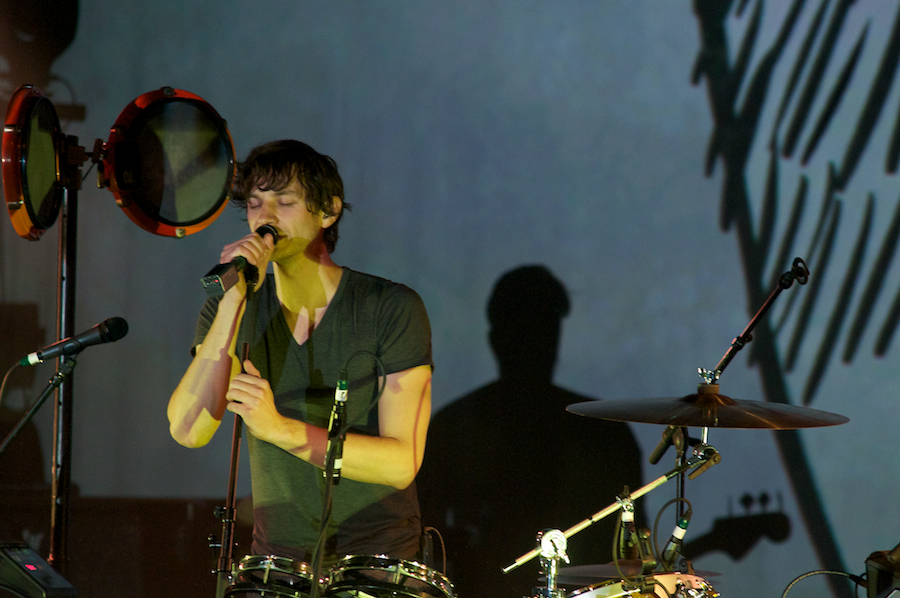
Somebody That I Used to Know di Gotye con Kimbra è il singolo australiano più venduto in Australia

## 1 190 000copie vendute
- Uptown Funk, di Mark Ronson e Bruno Mars

## 1 050 000copie vendute
- Party Rock Anthem, dei LMFAO

## 980 000copie vendute
- Candle in the Wind 1997, di Elton John
- Closer, dei The Chainsmokers con Halsey
- Shape of You, di Ed Sheeran

## 910 000copie vendute
- Thinking Out Loud, di Ed Sheeran

## 840 000copie vendute
- Sexy and I Know It, di LMFAO

## 770 000copie vendute
- Moves like Jagger, dei Maroon 5 con Christina Aguilera
- Somebody That I Used to Know, di Gotye con Kimbra
- Roar, di Katy Perry
- Meant to Be, di Bebe Rexha con i Florida Georgia Line

## 700 000copie vendute
- Gangnam Style, di Psy
- Happy, di Pharrell Williams

## 630 000copie vendute
- Call Me Maybe, di Carly Rae Jepsen
- Wake Me Up, di Avicii con Aloe Blacc
- Love the Way You Lie, di Eminem con Rihanna
- Battle Scars, di Guy Sebastian con Lupe Fiasco

## 560 000copie vendute
- Thrift Shop, di Macklemore con Ryan Lewis e Wanz

## 490 000copie vendute
- Rolling in the Deep, di Adele
- Someone like You, di Adele
- Love the Way You Lie, di Eminem con Rihanna
- Whistle, di Flo Rida
- Wild Ones, di Flo Rida con Sia
- In My Head, di Jason Derulo
- Let Her Go, di Passenger
- Just the Way You Are, di Bruno Mars
- Blurred Lines, di Robin Thicke con T.I. e Pharrell
- Dynamite, di Taio Cruz
- All of Me, di John Legend

## 420 000copie vendute
- Hello, di Adele
- Skinny Love, di Birdy
- Paradise, dei Coldplay
- Pumped Up Kicks, dei Foster the People
- It Girl, di Jason Derulo
- Boom Boom, di Justice Crew
- Firework, di Katy Perry
- Poker Face, di Lady Gaga
- Starships, di Nicki Minaj
- Super Bass, di Nicki Minaj
- What Makes You Beautiful, degli One Direction
- Fireflies, di Owl City
- Give Me Everything, di Pitbull con Ne-Yo, Nayer e Afrojack
- We Found Love, di Rihanna con Calvin Harris
- Scream & Shout, di will.i.am con Britney Spears
- Grenade, di Bruno Mars

## 350 000copie vendute
- Wake Me Up, di Avicii
- Yeah 3x, di Chris Brown
- Get Lucky, dei Daft Punk con Pharrell Williams
- Sexy Chick, di David Guetta con Akon
- Titanium, di David Guetta con Sia
- Lego House, di Ed Sheeran
- Good Feeling, di Flo Rida
- Some Nights, dei fun.
- We Are Young, dei fun. con Janelle Monáe
- Don't Wanna Go Home, di Jason Derulo
- Price Tag, di Jessie J con B.o.B
- California Gurls, di Katy Perry
- Tik Tok, di Kesha
- Payphone, dei Maroon 5 con Wiz Khalifa
- Little Talks, degli Of Monsters and Men
- Just Give Me a Reason, di Pink con Nate Ruess
- Raise Your Glass, di Pink
- Only Girl (in the World), di Rihanna
- Don't You Worry Child, degli Swedish House Mafia
- I Knew You Were Trouble, di Taylor Swift
- I Gotta Feeling, dei The Black Eyed Peas
- Hall of Fame, dei The Script con will.i.am
- Hey, Soul Sister, dei Train
- OMG, di Usher con will.i.am
- Locked Out of Heaven, di Bruno Mars
- Get Lucky, dei Daft Punk con Pharrell Williams
- The Monster, di Eminem con Rihanna